# Mital Scharipow
Mital Scharipow (* 13. April 1972; † November 2011) war ein kirgisischer Gewichtheber.

## Karriere
Scharipow erreichte bei den Weltmeisterschaften 1989 den neunten Platz in der Klasse bis 56 kg. Bei den Weltmeisterschaften 1997 wurde er Vierter im Reißen in der Klasse bis 83 kg. 1998 wurde er bei den Asienspielen Fünfter in der Klasse bis 77 kg. Bei den Asienmeisterschaften 2000 gewann er in der Klasse bis 85 kg die Goldmedaille. Im selben Jahr nahm er an den Olympischen Spielen in Sydney teil, bei denen er Platz 16 belegte. 2004 war er bei den Asienmeisterschaften Fünfter in der Klasse bis 94 kg. Bei den Olympischen Spielen 2004 in Athen war Scharipow bei der Eröffnungsfeier Fahnenträger der kirgisischen Mannschaft. Kurz vor seinem Wettkampf wurde er allerdings wegen eines Dopingverstoßes disqualifiziert und lebenslang gesperrt.